# Лир, Лия ван
Лия ван Лир (урождённая Лия Семёновна Гринберг; ивр. ליה ון ליר‎; 8 августа 1924, Бельцы, Бессарабия, Румыния — 14 марта 2015, Иерусалим, Израиль) — основательница и директор Иерусалимского международного кинофестиваля (1984).
Лауреат Государственной премии Израиля (2004) и кинематографической премии Офир (1998), кавалер ордена Почётного легиона (2013) и французского ордена Искусств и литературы (1998), почётный гражданин Иерусалима.

## Биография
Родилась в бессарабском городке Бельцы в 1924 году, в семье зерноторговца Шимена Гринберга и активистки Международной женской сионистской организации (Вицо) Голды (Ольги) Гринберг. Её отец был расстрелян нацистами в Бельцах вскоре после оккупации в начале Великой Отечественной войны, мать погибла в гетто Транснистрии.
В 1940 году поселилась в подмандатной Палестине, где уже жила её сестра. В 1946 году закончила гуманитарный факультет Еврейского университета в Иерусалиме. В 1948 году познакомилась с инженером, пилотом и драматургом Вимом ван Лиром (Wim van Leer) — сыном крупного голландского индустриалиста Бернарда ван Лира (1883—1958), основателя филантропического фонда ван Лир.
После женитьбы семья ван Лир поселилась в Хайфе (1952), где в 1955 году Лия ван Лир основала первый израильский киноклуб (в стране тогда ещё не было телевидения) и занялась коллекционированием кинопродукции. В следующем году она открыла аналогичные общества любителей кино в Тель-Авиве и Иерусалиме. Собранная ван Лир коллекция кинофильмов легла в основу организованного ею в 1960 году там же в Хайфе Кинематографического архива Израиля (теперь крупнейшего на Ближнем Востоке) и в 1973 году — хайфской синематеки, первой в стране.
Вскоре супруги ван Лир поселились в Иерусалиме, куда в 1981 году при поддержке мэра города Тедди Коллека был переведён государственный киноархив и где Лия создала другую синематеку. В 1984 году, при поддержке филантропического фонда ван Лир, Лия ван Лир организовала ежегодный Иерусалимский международный кинофестиваль, который возглавляла до 2008 года. Архив, синематека и фестиваль вместе составляют Иерусалимский центр кино. В 1995 году была председателем 45-го Берлинского международного кинофестиваля.
В 1998 году была удостоена премии Офир, в 2004 году — Государственной премии Израиля за достижения на протяжении всей карьеры.